# میخائل فرانسیس اگان
میخائِل فرانسیس اگان (انگلیسی: Michael Francis Egan; ۲۹ سپتامبر ۱۷۶۱ – ۲۲ ژوئیهٔ ۱۸۱۴) پیشوای کلیسای کاتولیک روم اهل ایرلند و سپس آمریکا بود. او در سال ۱۷۶۱ در ایرلند به دنیا آمد و در جوانی به فرمان فرانسیسکن پیوست. او به عنوان کشیش در رم، ایرلند و پنسیلوانیا خدمت کرد و به عنوان یک واعظ با استعداد شناخته شد. در سال ۱۸۰۸، اگان به عنوان اولین اسقف فیلادلفیا منصوب شد و تا زمان مرگش در سال ۱۸۱۴ در این سمت بود. او در فیلادلفیا، احتمالاً بر اثر سل، در سال ۱۸۱۴ درگذشت.